# SummerSlam (1996)
SummerSlam (1996) — девятое по счёту шоу SummerSlam, PPV-шоу производства World Wrestling Federation (WWF, ныне WWE). Шоу проходило 18 августа 1996 года в «Ганд-арена» в Кливленде, Огайо, США. На мероприятии было проведено девять матчей, включая один матч на предварительном шоу Free for All.
В главном событии Шон Майклз защищал титул чемпиона WWF от Вейдера. Вейдер первоначально выиграл матч дважды, сначала по отсчёту (после того, как он прижал Майклза к ограждению), а затем по дисквалификации (когда Майклз несколько раз ударил Вейдера теннисной ракеткой Корнетта), но поскольку титулы WWF могут переходить из рук в руки только в результате удержания или подчинения, Корнетт потребовал перезапустить матч оба раза. Президент WWF Горилла Монсун разрешил это, когда Майклз согласился. Майклз победил Вейдера, проведя ему Sweet Chin Music, и сохранил свой титул.

## Результаты
| № | Матч | Тим матча                                                         | Время |
| --- | --- | ----------------------------------------------------------------- | ----- |
| 1F | Стив Остин победил Ёкодзуну | Одиночный матч                                                    | 1:52  |
| 2 | Оуэн Харт победил Савио Вегу | Одиночный матч                                                    | 13:23 |
| 3 | «Дымящиеся пушки» (Билли и Барт) (c) (с Санни) победили «Новых рокеров» (Лиф Кэссиди и Марти Джаннетти), «Годвиннов» (Генри О. и Финеас И.) (с Хилбилли Джимом) и «Бодидоннов» (Скип и Зип) | Матч четырёх команд на выбывание за титул командных чемпионов WWF | 12:18 |
| 4 | Сайко Сид победил Британского Бульдога (с Джимом Корнеттом) | Одиночный матч                                                    | 6:24  |
| 5 | Голдаст (с Марленой) победил Марка Меро (с Сейбл) | Одиночный матч                                                    | 11:01 |
| 6 | Джерри Лоулер победил Джейка Робертса | Одиночный матч                                                    | 4:07  |
| 7 | Мэнкайнд победил Гробовщика (с Полом Берером) | Драка в котельной                                                 | 26:40 |
| 8 | Шон Майклз (c) (с Хосе Лотарио) победил Вейдера (с Джимом Корнеттом) | Одиночный матч за титул чемпиона WWF                              | 22:58 |
| (c) — означает чемпиона (чемпионов), участвующего в матче H — означает, что матч транслировался перед платной трансляцией на Sunday Night Heat | |                                                                   |       |